# René Mandri
René Mandri (Jõgeva, 20 januari 1984) is een Estisch voormalig wielrenner.

## Carrière
Nadat hij eerder dat jaar al de nationale tijdrittitel had behaald, mocht Mandri in 2005 al enkele maanden komen kijken bij Ag2r Prévoyance. Hij kreeg daar echter geen profcontract aangeboden. Mandri reed in 2006 daarom voor Auber 93. Hij won de Franse eendagswedstrijd Trophée Luc Leblanc en reed nog een reeks aan ereplaatsen bijeen. Zo behaalde hij een derde plek in een etappe in de Ronde van de Toekomst, werd hij 9e in de GP La Marseillaise en kwam hij net 1 plek te kort voor een positie bij de eerste 10 in de Ronde van de Ain.
Ag2r had zijn prestaties nu ook opgemerkt en bood hem in 2007 alsnog een profcontract aan. Mandri reed een goed seizoen. In de Ronde van Spanje van dat jaar liet hij zijn kwaliteiten in het rondewerk zien.
In 2009 en 2010 kende hij veel pech door valpartijen. In 2011 besloot Mandri voor een Britse continentale ploeg, Endura Racing te rijden.
Ook in 2012 rijdt Mandri voor Endura Racing. In mei van dat jaar won hij in zijn geboorteland Estland de GP SEB Tartu, een wedstrijd van categorie 1.1. In 2013 was er na de fusie met Team NetApp geen plaats meer voor Mandri, die terugkeerde naar het amateurcircuit, wat het einde van zijn carrière inluidde.
In 2020 werd Mandri teamverantwoordelijke bij de wielerploeg Tartu 2024-Balticchaincycling.com.

## Belangrijkste overwinningen
2005
- Estisch kampioen tijdrijden, Beloften

2006
- Trophée Luc Leblanc

2011
- 2e etappe Ronde van Bretagne

2012
- GP SEB Tartu

## Resultaten in voornaamste wedstrijden
| Jaar | Ronde van Italië | Ronde van Frankrijk | Ronde van Spanje |
| ---- | ---------------- | ------------------- | ---------------- |
| 2005 |                  |                     |                  |
| 2007 |                  |                     | 24e              |
| 2008 | opgave           |                     |                  |
| 2009 |                  |                     |                  |
| 2010 | opgave           |                     |                  |
| 2011 |                  |                     |                  |

| Jaar | Milaan-San Remo | Amstel Gold Race | Ronde van Lombardije | Parijs-Brussel |  | WK op de weg |
| ---- | --------------- | ---------------- | -------------------- | -------------- |  | ------------ |
| 2005 |                 |                  |                      | 15e            |  |              |
| 2007 | 24e             |                  | 49e                  |                |  | 28e          |
| 2008 | 90e             | 67e              | 62e                  |                |  |              |
| 2009 |                 |                  |                      |                |  | 84e          |
| 2010 | 66e             |                  |                      |                |  |              |
| 2011 |                 |                  |                      |                |  | 55e          |

Wielerploegen van René Mandri
Astarloza ·
Calzati · 
Chaurreau ·  
Deignan ·  
Dessel ·
Dumoulin · 
Flickinger ·
Gerrans · 
Goubert · 
Krivtsov ·
Loubet ·
Mangel · 
Mondory ·
Nazon ·
Oesaw · 
Oriol · 
Portal ·
Pütsep · 
Riblon ·
Scanlon ·
Turpin · 
Vaitkus ·
Mandri (stagiair) ·   
Poulhiès (stagiair) ·
Sonnery (stagiair) 
Arrieta ·
Calzati · 
Deignan ·  
Dessel ·
Dion ·
Dumoulin · 
Dupont ·
Elmiger ·
Gadret ·
Gerrans · 
Goubert · 
Krivtsov ·
Loubet ·
Mandri ·
Mangel · 
Mondory ·
Moreau ·
Naibo ·
Navas ·
Nazon ·
Nocentini ·
Oesaw · 
Poulhiès ·
Riblon ·
Rousseau · 
Sonnery ·
Turpin · 
Kangert (stagiair) ·
Moucheraud (stagiair) ·
Sénac (stagiair) 
Arrieta ·
Calzati · 
Deignan ·  
Dessel ·
Dion ·
Dupont ·
Edaleine ·
Elmiger ·
Gadret ·
Goubert · 
Jefimkin · 
Kangert ·
Krivtsov ·
Loubet ·
Mandri ·
Mangel · 
Mondory ·
Nazon ·
Nocentini ·
Oesaw · 
Pineau ·
Pliușchin ·
Poulhiès ·
Riblon ·
Rousseau · 
Sénac ·
Sonnery ·
Turpin · 
Valjavec ·
Vandenbergh · 
Bérard (stagiair) ·
Bonnafond (stagiair) ·
Kadri (stagiair)  
Arrieta ·
Bonnafond ·
Clerc ·
Dessel ·
Dion ·
Dupont ·
Elmiger ·
Gadret ·
Goubert · 
Hinault ·
A. Jefimkin ·
V. Jefimkin · 
Kadri ·
Kangert ·
Krivtsov ·
Loubet ·
Mandri · 
Mondory ·
Nocentini ·
Pineau ·
Pliușchin ·
Poulhiès ·
Riblon ·
Roche ·
Rousseau · 
Sénac ·
Smukulis ·
Sonnery ·
Turpin · 
Valjavec · 
Desriac (stagiair) ·
Gastauer (stagiair) 
Arrieta ·
Bérard ·
Bonnafond ·
Bouet ·
Champion ·
Dessel ·
Dupont ·
Elmiger ·
Gadret ·
Gastauer ·
Goddaert · 
Hinault ·
A. Jefimkin ·
V. Jefimkin · 
Kadri ·
Krivtsov ·
Le Lay ·
Loubet ·
Mandri · 
Mondory ·
Nocentini ·
Ravard ·
Riblon ·
Roche ·
Rousseau · 
Smukulis ·
Turpin · 
Valjavec · 
Bonnin (stagiair) ·
Clarke (stagiair) ·
Teychenne (stagiair) 
Anderson · Bauer · Blain · Camaño · Clarke · Hayles · de Jonge · Mandri · Moss · Oliphant · Partridge · Pritchard · Thwaites · Voss · Wetterhall · C. Wilkinson · I. Wilkinson
Anderson · Bibby · Blain · Camaño · Dempster · Downing · Mandri · McEvoy · Partridge · Rowsell · Thwaites · Tiernan-Locke · Voss · Wetterhall · Wilkinson · Windsor